# لودویگ دوم، دوک بزرگ هسن
لودویگ دوم، دوک بزرگ هسن (به آلمانی: Großherzog Ludwig III von Hessen und bei Rhein) (۲۶ دسامبر ۱۷۷۷ – ۱۶ ژوئن ۱۸۴۸) از ۶ آوریل ۱۸۳۰ تا ۵ مارس ۱۸۴۸ دوک بزرگ هسن بود. او که فرزند لودویگ اول، دوک بزرگ هسن و شاهدخت لوئیز هسن دارمشتات بود، بعد از مرگ پدرش به تخت رسید و در جریان انقلاب ۱۸۴۸ آلمان به نفع پسرش لودویگ سوم از سلطنت کناره‌گیری کرد.
لودویگ در ۱۹ ژوئن ۱۸۰۴ با دخترعمه‌اش شاهدخت ویلهلمین بادن ازدواج کرد و از این ازدواج صاحب ۵ فرزند شد. ازدواج لودویگ و ویلهلمین ازدواج موفقی نبود و بعد از تولد فرزند سوم جدا از یکدیگر زندگی می‌کردند. به همین دلیل گمانه‌زنی‌های اثبات‌نشده‌ای وجود دارند که لودویگ پدر فرزندان آخر ویلهلمین نیست. هرچند خود لودویگ تمامی آنان را به عنوان فرزندان خود به رسمیت می‌شناخت. لودویگ در ۱۶ ژوئن ۱۸۴۸ درگذشت و جسد او در دارمشتات دفن شد.